# Louis Clemencet
Louis Clemencet, né le 30 janvier 1747 à Mâcon (Saône-et-Loire), mort le 23 mai 1805 à Paris, est un général français de la révolution et de l’Empire.

## États de service
Il est admis à l'École du génie de Mézières. Il entre en service comme lieutenant en second le 1er janvier 1770, il est ingénieur le 14 janvier 1772. Il est nommé capitaine le 5 décembre 1782 et lieutenant-colonel le 8 novembre 1792. En 1790, il vit à la Chassagne, hameau d'Arguel, dans le département du Doubs. 
De 1792 à 1795, il est commandant en chef du génie à l’armée du Rhin et est promu général de brigade le 30 novembre 1794. En 1796, il prend le commandement de la place forte de Besançon, et est nommé inspecteur général des fortifications le 6 pluviôse an VIII (26 janvier 1800). Il est fait chevalier de la Légion d'honneur le 11 décembre 1803 et commandeur de l'ordre le 14 juin 1804. L'Empereur le nomme inspecteur général du génie. 
Il meurt le 23 mai 1805 à Paris. 

## Sources
- « Cote LH/548/11 », base Léonore, ministère français de la Culture
- (en) « Generals Who Served in the French Army during the Period 1789 - 1814: Eberle to Exelmans »
- Thierry Pouliquen, « Les généraux français et étrangers ayant servis [sic] dans la Grande Armée » (consulté le 17 juillet 2013)
- Les guerres de la révolution, l’expédition de Custine, par Arthur Chuquet, chez Plon, éd 1887
- Docteur Robinet, Jean-François Eugène et J. Le Chapelain, Dictionnaire historique et biographique de la révolution et de l'empire, 1789-1815, volume 1, Librairie Historique de la révolution et de l’empire, 900 p. (lire en ligne), p. 422.
- A. Lievyns, Jean Maurice Verdot, Pierre Bégat, Fastes de la Légion-d'honneur, biographie de tous les décorés accompagnée de l'histoire législative et réglementaire de l'ordre, Tome 1, Bureau de l’administration, 1842, 654 p. (lire en ligne), p. 140.
- Registres paroissiaux de Pugey, Arguel et Larnod. Registre BMS 1763-1792, page 258 (lire en ligne)